# Мелант (син Піндара)
Мелант (дав.-гр. Μέλας) — тиран давньогрецького міста Ефес середини VI століття до н. е.
Успадкував владу від батька — Піндара, якого усунув від влади після здобуття міста лідійським царем Крезом. Беззаперечно визнавав лідійську зверхність, на вимогу Креза переніс Ефес далі від старої цитаделі — на менш захищену рівнину.
Був позбавлений влади ефесцями, які повстали проти лідійської влади у 557 році до н. е..